# Euonymus cornutus
Euonymus cornutus är en benvedsväxtart som beskrevs av William Botting Hemsley. Euonymus cornutus ingår i släktet Euonymus och familjen Celastraceae. Inga underarter finns listade.